# Gölstrandlöpare
Gölstrandlöpare (Bembidion clarkii) är en skalbaggsart som först beskrevs av Dawson 1849.  Gölstrandlöpare ingår i släktet Bembidion, och familjen jordlöpare. Arten är reproducerande i Sverige.